# Dano, Burkina Faso
Dano är en provinshuvudstad i Burkina Faso.   Den ligger i provinsen Province du Ioba och regionen Sud-Ouest, i den sydvästra delen av landet, 210 km sydväst om huvudstaden Ouagadougou. Dano ligger 285 meter över havet och antalet invånare är 11 153.

## Terräng och klimat
Terrängen runt Dano är huvudsakligen platt. Dano ligger nere i en dal. Runt Dano är det ganska tätbefolkat, med 67 invånare per kvadratkilometer.. Det finns inga andra samhällen i närheten.
Omgivningarna runt Dano är en mosaik av jordbruksmark och naturlig växtlighet.